# جایزه بزرگ (انجمن منتقدان فیلم بلژیک)
جایزه بزرگ (انگلیسی: Grand Prix)، جایزه سالانه ای است که توسط انجمن منتقدان فیلم بلژیک (⎘ انجمن نقشان فیلم بلژیک) (زبان فرانسوی): Union de la critique de cinéma, UCC) ارائه می‌شود.
این فیلم در سال ۱۹۵۴ توسط کمیته سازماندهی برای تقدیر از فیلم سال "که بیشترین کمک را به غنی سازی و تأثیرگذاری فیلم سینما کرد، معرفی شد.
در دسامبر هر سال، این سازمان برای رای دادن به فیلم‌هایی که در سال تقویم گذشته منتشر شده بودند تشکیل جلسه می‌دهد. برای تعیین نامزدها، برگه‌های رای توسط اعضا ارسال می‌شود - علاقه‌مندان به فیلم، دانشگاهیان، فیلم‌سازان و روزنامه‌نگاران آگاه انتخاب می‌شوند و متعاقباً برای تعیین برنده جدول‌بندی می‌شوند.